# Gall Force
Gall Force (jap. ガルフォース, Garu Fōsu) ist eine Reihe aus einem Anime-Film und mehreren Original Video Animations aus den 1980er und 1990er Jahren. Sie basiert auf Figurendesigns von Kenichi Sonoda, die im Magazin Model Craphix in Form eines Fotoromans erschienen. Die Geschichten erzählen von einer Gruppe raumfahrender Frauen, die um den Erhalt ihres Volkes und gegen die Bedrohung durch Kriegsmaschinen kämpfen. Das Werk ist in die Genres Action und Science-Fiction einzuordnen.

## Inhalt
Die Mannschaft des Raumschiffs Starleaf besteht nur aus Frauen. Elza, Catty, Rabby, Pony, Patty und Rumy gehören der Armee des Volkes der Solnoid an. Dieses befindet sich im Krieg mit dem androiden Volk der Paranoids, doch die Starleaf ist auf einer geheimen Mission zum Feind. Da die Solnoids allesamt weibliche Klone sind, ist für die Erhaltung des Volkes der Austausch mit den Genen der Paranoids notwendig geworden. Auf der Reise stößt durch einen Unfall die Pilotin Lufy zur Mannschaft. Nach einem Zusammentreffen mit dem Feind wird Patty schwanger und bringt das erste Lebewesen eines neuen Volkes zur Welt. Doch sie und den Nachwuchs muss die Crew nun vor Gefahren beschützen.
Als dies schließlich gelingt, befinden sich Patty und ihr Sohn Terra Jahre später zusammen mit dessen Geliebter Rumy erneut auf einer Reise, nur begleitet von Androiden. Dabei stellt sich heraus, dass es Catty war – deren adroidische Nachbildung sie noch immer begleitet – die den Plan zur Erschaffung eines neuen Volkes vor Jahren vorangetrieben hat. Noch immer tobt der Krieg zwischen den beiden Völkern und die drei Reisenden müssen sich schützen, um die Existenz ihres neuen Volkes nicht zu gefährden. Schließlich versuchen sie, mit ihren Androiden und einer neuen Mannschaft, den Konflikt zu befrieden.
Die Fortsetzung Rhea Gall Force handelt von einer verwüsteten Erde, die von Pattys Nachfahren erneut besiedelt werden soll. Auf dem Mond entstand eine Kolonie der Paranoids, deren Kampfmaschinen nun zur Bedrohung des neuen Volkes werden. In Chikyū Shō wird die darauf folgende Besiedlung der Erde beschrieben, bei der sich die Protagonisten erneut Angriffen durch Kriegsmaschinen erwehren müssen. Erneut spielt Catty als Androidin dabei eine wichtige Rolle. Die letzte Fortsetzung in der Hauptreihe, Shinseiki Hen, erzählt dann auf einer neu besiedelten Erde, deren Bewohner mit Maschinen in Frieden leben. Doch dieser wird gestört durch den Anführer der Maschinen, der einen Krieg gegen die Erdenbewohner beginnt. Wieder steht das Überleben der Menschen auf dem Spiel und Catty in Form eines weiteren Androiden stellt erneut eine Gruppe Frauen zusammen, die das Aussterben verhindern soll. Die Neuverfilmung Gall Force: The Revolution knüpft daran an, erzählt aber zugleich die Geschichte des Films neu, und verknüpft damit Anfang und Ende des Handlungsbogens.

## Produktion und Veröffentlichung
Auf Grundlage der Figurendesigns wurden mehrere Animes produziert, der erste davon 1986 als Kinofilm: Gall Force – Eternal Story. Bei der Produktion der Studios Artmic und AIC führte Katsuhito Akiyama Regie. Das Drehbuch schrieb Sukehiro Tomita und das Charakterdesign übernahm wie bei der Vorlage für den Film Kenichi Sonoda. Die künstlerische Leitung lag bei Junichi Azuma und als Produzenten verantwortlich waren Mitsuhisa Hida, Nagateru Kato, Toru Miura und Yukio Nagasaki.
Der Film kam am 26. Juli 1986 in die japanischen Kinos. Eine englische Fassung wurde von den Sendern Anime Selects, Sci-Fi Channel und Teletoon ausgestrahlt sowie auf Kaufmedien veröffentlicht. Außerdem wurde sie in einigen Kinos gezeigt. In der englischen Übersetzung ist im Gegensatz zum japanischen Original eines der Crewmitglieder ein Mann.
Dem Film folgte eine Reihe von Original Video Animation, die weitgehend vom gleichen Team produziert wurden:
- 1987 Gall Force – Destruction
- 1988 Gall Force – Stardust War
- 1989 Rhea Gall Force
- 1989 Gall Force: Chikyū Shō
- 1991 Gall Force: Shinseiki Hen

Im Unterschied zum Film stammte das Drehbuch bei den Fortsetzungen stets von Hideki Kakinuma, der für Chikyū Shō von Yoichi Tomioka und Yūichi Miyaoka unterstützt wurde. Ab dem dritten Teil hatte Mitsuharu Miyamae die künstlerische Leitung, bei Shinseiki Hen dann Hideaki Oba und Yoshitaka Fujimoto.
Darüber hinaus erschien 1988 die kurze Parodie 10 Little Gall Force (テンリトルガルフォース), die unter der Regie von Kenichi Yatagai entstand und im Super-Deformed-Stil gehalten ist. 1992 kam mit Scramble Wars ein Crossover mit Bubblegum Crisis und Genesis Survivor Gaiarth heraus und 1996 folgte die Neuverfilmung Gall Force: The Revolution in vier Teilen, bei der Hiroshi Fukishima Regie führte.

### Synchronisation
| Rolle          | Japanische Sprecher (Seiyū) |
| -------------- | --------------------------- |
| Patty          | Eriko Hara                  |
| Rabby          | Naoko Matsui                |
| Rumy           | Yuriko Yamamoto             |
| Lufy           | Hiromi Tsuru                |
| Elza           | Maria Kawamura              |
| Pony           | Michie Tomizawa             |
| Catty          | Naoko Watanabe              |
| Commander Dorn | Yūsaku Yara                 |
| Amy            | Chieko Honda                |
| Shildy         | Waka Kanda                  |
| Spea           | Yūko Mizutani               |

### Musik
Die Musik des Films komponierte Ichizo Seo, der auch bei den meisten Fortsetzungen Komponist war. Bei Chikyū Shō wurde die Musik von Kaoru Mizutani und Takumi Kawai komponiert, bei Shinseiki Hen dann Takehito Nakazawa. Der Abspann des Films ist unterlegt mit dem Lied Ryōte Ippai no Journey (両手いっぱいのジョニー) von Kahoru Kohiruimaki. Während des Films wurden außerdem die Lieder Round at the night von Look und Tatakae!! Requiem (歌え!!レクイエム) von Kiyomi Suzuki eingesetzt. Die Fortsetzungen hatten folgende Lieder:
- Destruction: Cosmic Child von Shirai Takako (Abspann)
- Stardust War: Bottom Line von Pearl (Abspann)
- Rhea Gall Force:
  - Wakaki Goddess no Densetsu (若き女神の伝説) von Naoko Matsui, Hiromi Tsuru, Eriko Hara, Maria Kawamura und Chieko Honda (Abspann)
  - Fly Me Away: Yume ni Fuku Kaze (ＦＬＹ ＭＥ ＡＷＡＹ～夢に吹く風～) von Naoko Matsui, Hiromi Tsuru, Eriko Hara, Maria Kawamura und Chieko Honda (Insert)
- Chikyū Shō:
  - Broken Heart von Noriko Hamada (Abspann)
  - Endless Love Again von The Gall Force (Abspann)
  - Excuse Me von Noriko Hamada (Abspann)
  - Don't Leave Me Alone von Noriko Hamada (Insert)
- Shinseiki Hen:
  - Inori (祈り) von Miki Ishioka (Abspann)
  - Toki no Fune (時の舟) von Naoko Watanabe (Abspann)

Der Ableger 10 Little Gall Force verwendete das Lied Sugao no Spy-tachi (素顔のスパイたち) von Maria Kawamura, Naoko Matsui, Yuriko Yamamoto, Hiromi Tsuru, Michie Tomizawa, Eriko Hara und Naoko Watanabe als Abspann. Bei The Revolution ist der Vorspanntitel Namida Yorimo Toiki Yorimo von Kihara Satomi und der Abspann ist unterlegt mit Naitemo Iiyo von Fumie Kusachi.

## Manga
Parallel zum Film erschien zu Gall Force ein Manga von Hideki Kakinuma.

## Videospiele
Am 19. November 1986 erschien bei HAL Laboratory in Japan ein Shoot ’em up unter dem Titel Gall Force für das Famicom Disk System. Im gleichen Jahr erschien mit Gall Force: Defense of Chaos ein weiteres Shoot ’em up, für MSX und vom gleichen Hersteller. 1987 folgte das Adventure Gall Force: Eternal Story für MSX2.

## Rezeption
In der Anime Encyclopedia wird Gall Force mit Serien wie Vandread verglichen (wo ebenfalls rein weibliche und männliche Völker aufeinander treffen) und mit der Filmreihe Alien. In dieser Geschichte jedoch würden die heldenhaften Abenteuer der weiblichen Mannschaft mit deren niedlichen Äußeren kontrastiert. Insbesondere die Designs von Kenichi Sonoda seien bei Fans beliebt gewesen. Das Motiv niedlicher, gegen kriegslüsterne Militärs kämpfender Frauen werde in der Reihe für jeden weiteren Teil erneut aufgelegt, erweise sich dabei aber als recht ergiebig. Viele der Figuren treten trotz der großen Zeitsprünge immer wieder auf, insbesondere die hinter allen Überlebensplänen steckende Catty, meist als androide „Wiedergeburt“.
Antonia Levi nennt Gall Force als Beispiel von Anime-Titeln mit Geschichten von emanzipierten Frauen, die sich Männern nicht mehr nach traditionellen Rollenvorstellungen unterordnen, sowie solche, die vom Zusammenwachsen einer Gruppe erzählen. Patrick Drazen nennt die Reihe unter den Anti-Kriegs-Animes, da die Verhinderung einer Vernichtung der Menschen durch Kriegsmaschinen im Mittelpunkt steht. Der Complete Anime Guide nennt Gall Force in seiner Auswahl von Science-Fiction-Werken „wundervoll umgesetzte“ Geschichte, voll mit allem, was von einer klassischen Space Opera erwartet wird: Action, hochmoderne Waffen, Roboter und künstliche Intelligenz. Die Erzählungen über Konflikte zwischen Geschlechtern, Völkern und politischen Ideologien seien zeitlos und machten, trotz aller offenbar von der Alien-Reihe geborgten Elemente, Gall Force zu einem eigenständigen Werk und einem der wichtigsten Anti-Kriegs-Animes.